# Literówka

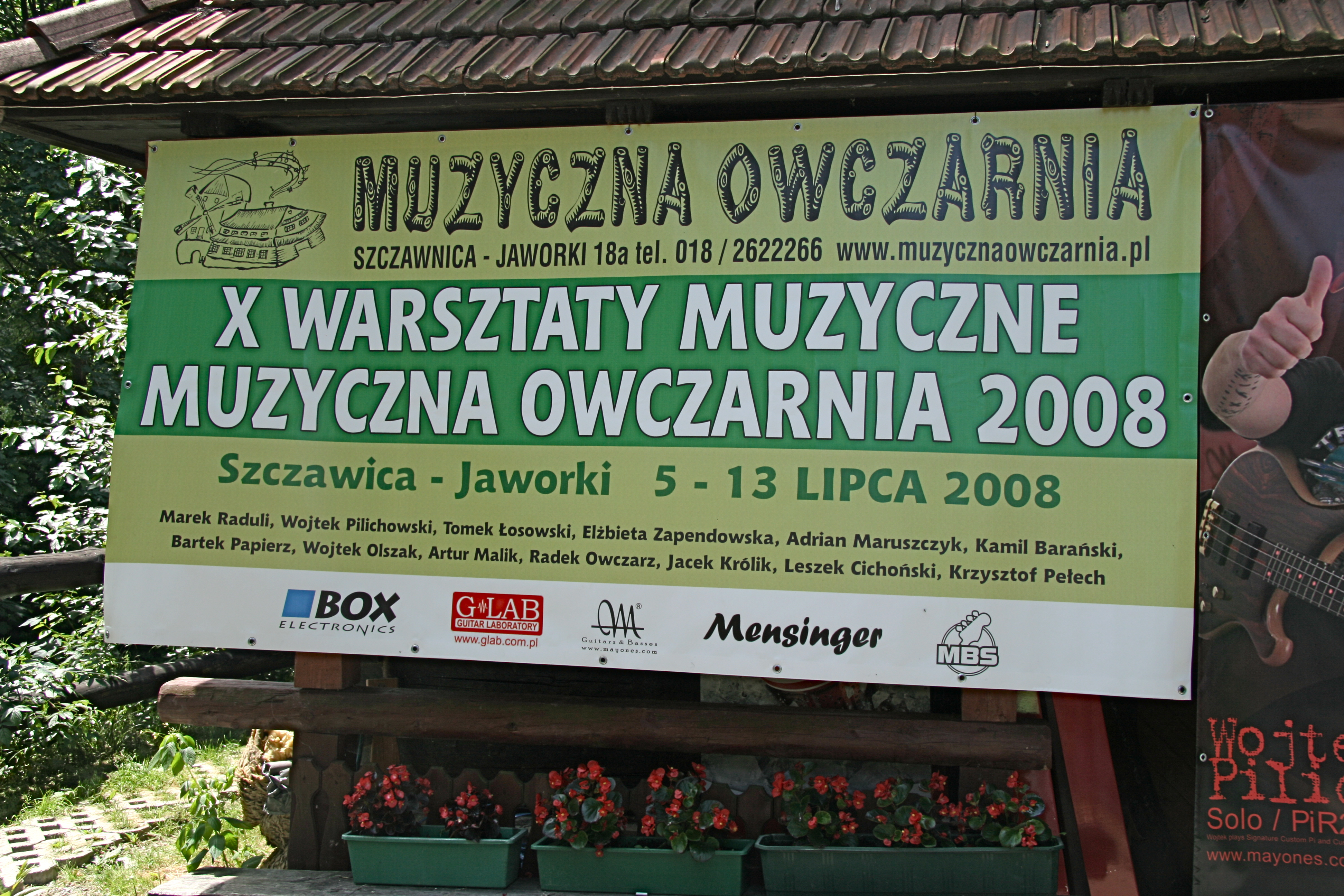
Przykład literówki: tablica reklamowa z błędem w słowie „Szczawnica” (pominięta litera „n”)

Literówka – błąd powstały w trakcie maszynowego pisania lub przepisywania tekstu (np. na maszynie do pisania lub klawiaturze komputera), a niegdyś (w czasach zecerstwa) także błąd składu. Do literówek zalicza się tylko czysto mechaniczne błędy typu: pominięcie znaku, powtórzenie, wstawienie niewłaściwego, wstawienie wielkiej litery zamiast małej itp.
Jedną z odmian literówek jest błąd, który doczekał się nawet swojej nazwy potocznej – tzw. czeski błąd.
Do literówek nie zalicza się błędów powstałych w wyniku niewiedzy osoby piszącej lub przepisującej.